# Linda Green
Linda Green (* 1970, severní Londýn) je spisovatelka z Velké Británie. Vyrůstala v Hertfordshire. Stala se úspěšnou spisovatelkou a žije se svým manželem Ianem (fotograf a kameraman) a synem Rohanem v Západním Yorkshire. 

## Profesní život

### Novinářka
Už od mala chtěla Linda Green psát knihy. Její prvotina se jmenovala Time Machine. Jednalo se o pohádkový thriler o cestování časem na ponících. I když se tento žánr neujal, slíbila si, že jednou vydá vlastní knihu. Ceny za povídky začala sbírat už ve třinácti letech. V šestnácti se pustila do studia žurnalistiky na De Havilland College v Hertfordshire.
Po škole nastoupila do regionálních novin a pracovala pro the Enfield Gazette, Birmingham Daily News, Birmingham Metro News nebo Coventry Evening Telegraph. Jako sloupkařka v roce 1997 získala ocenění Press Gazette Regional Press Awards.
Jako novinářka na volné noze od roku 1998 přispívala pro The Guardian, The Independent on Sunday, The Times Educational Supplement, The Big Issue, Wanderlust a Community Care Magazine. 
Nějako dobu vyučovala pro charitu a její žurnalistický program. Po doplnění kvalifikace se pustila i do kurzů tvůrčího psaní pro dospělé.

### Spisovatelka
Po více než stovce odmítnutí ze strany agentů a nekonečných přepisech knihy sehnala svého agenta. Stále ale nemohla najít nakladatele, který by její knihu vydal. Proto začala pracovat na své druhé knize I did a bad thing. Tu dokončila v roce 2003. Kniha byla vydána až roku 2007. I did a bad thing bylo vydáno jako paperback a dostal se na 22. místo v žebříčku bestsellerů s více než 80 000 prodanými kopiemi. Druhá kniha 10 Reasons not to fall in love se rovněž dostala na žebříček bestselerů s více než 77 000 prodanými kusy. 
Pozornost médií si zasloužila knihou Mummyfesto z roku 2013. Příběh je o maminkách, které založily svou vlastní politickou stranu. Hned po tom, co vydala svůj v řadě šestý román The marriage mender si začala pohrávat s jinými styly psaní a na svět vyšel její první psychologický thriller While my eyes were closed (v češtině Před pikolou za pikolou). Tento román se stal číslem jedna na Amazonu a čtvrtým nejprodávanějším ebookem s více než 400 000 stáhnutí.

## Knihy
- I Did A Bad Thing (2007)
- 10 Reasons Not To Fall In Love (2009)
- Things I Wish I'd Known (2010)
- And Then It Happened (2011)
- The Mummyfesto (2013)
- The Marriage Mender (2014)
- While My Eyes Were Closed (2016), v češtině Před pikolou, za pikolou, Bookmedia (2017)
- After I've Gone (2017), v češtině Až tady nebudu, Bookmedia (2018)
- The Last Thing She Told Me (2018), v češtině Poslední slova, Bookmedia (2021)
- One Moment (2019)

## Audioknihy
- 2017 - Před pikolou, za pikolou, vydala Audiotéka.
- 2018 - Až tady nebudu, vydala Audiotéka.